# Taoufik Ben Brik
Taoufik Ben Brik, également orthographié Taoufik Ben Brick (arabe : توفيق بن بريك), de son nom complet Taoufik Zoghlami Ben Brik, né le 9 novembre 1960 à Jérissa, est un journaliste et écrivain tunisien.
Opposant déclaré au régime du président Zine el-Abidine Ben Ali, il collabore à de nombreux journaux francophones et à des agences de presse indépendantes de France, de Suisse et de Belgique. Figurant parmi les journalistes les plus critiques du pays, il s'expose à une persécution constante, à de multiples harcèlements et à de l'emprisonnement. En 2000, il effectue une grève de la faim de 42 jours pour protester contre les restrictions à la liberté de la presse et la liberté d'expression.

## Journaliste
Taoufik Ben Brik naît le 9 novembre 1960 à Jérissa, localité minière du nord-ouest de la Tunisie. Il est l'un des enfants du fondateur du premier syndicat minier du temps du protectorat français. Juriste de formation, écrivain francophone spécialisé dans la culture et le cinéma, il commence sa carrière dans les années 1980 dans la presse locale.
Après la prise du pouvoir par Zine el-Abidine Ben Ali en 1987, la censure et la répression augmentent contre les voix critiques vis-à-vis du nouveau régime : Ben Brik reçoit en 1991 une interdiction de publication. Renvoyé du quotidien La Presse de Tunisie en 1990, il se tourne dans les années suivantes vers les médias et agences de presse européens de langue française pour lesquels il travaille en tant que pigiste. Ses reportages sont critiques et ses attaques visent particulièrement la situation politique et des droits de l'homme en Tunisie.
Par de nombreuses mesures, le gouvernement tente d'empêcher ses publications. Dans les années qui suivent son interdiction de publication, Ben Brik fait face à une pression physique et mentale, s'étendant de plus en plus à sa famille, ce qui n'empêche pas un nombre toujours plus important de ses articles d'être publiés dans les médias européens. Au départ, il est régulièrement convoqué au ministère de l'Intérieur, harcelé et sommé de cesser la publication de ses articles. De son propre aveu, il lui est interdit, après un article sur la visite de chasse d'un prince saoudien en 1993, d'écrire à propos des animaux. Quelques mois plus tard, il lui est interdit d'écrire sur les légumes après un article sur la corruption sur les marchés. En 1998, les autorités commencent à censurer systématiquement les journaux étrangers qui publient ses articles. Grâce à cette mesure, Ben Brik devrait selon elles devenir un fardeau économique pour les éditeurs et donc peu attractif.
Après que Ben Brik ait continué d'être critique vis-à-vis des autorités, des interventions directes ont lieu dans son cadre de vie. Plusieurs fois, il est empêché de quitter la Tunisie, y compris en raison du non renouvellement de son passeport. En outre, il arrive que les lignes téléphoniques de sa maison soient coupées ou que des courriers soient interceptés. En 1999, un nombre croissant d'attaques sont perpétrées contre lui et d'autres membres de sa famille par les forces de police en civil et en uniforme. Alors que la situation a empiré de manière significative, il décide, le 3 avril 2000, d'entamer une grève de la faim pour protester contre les atteintes aux droits de l'homme du régime.

## Grève de la faim
En plus de la forte pression causée par la persécution et le harcèlement constants, Ben Brik souhaite dénoncer la nouvelle saisie de son passeport et la situation générale en Tunisie. En outre, il est menacé d'une longue peine de prison pour « diffamation des institutions publiques ». La grève de la faim a lieu dans les locaux de la maison d'édition Aloès à Tunis, fondée à peine un an auparavant par des intellectuels tunisiens et européens, dont Sihem Bensedrine.
La perception de son action par un public plus large n'a initialement pas lieu, son cercle de soutien étant petit et également menacé par la répression. Il perd rapidement des forces et se voit admis trois semaines plus tard, pour la première fois, à l'hôpital. Les locaux de la maison d'édition, où l'action a lieu, sont fermés et scellés pour « troubles à l'ordre public » par les autorités, empêchant ainsi le travail de l'éditeur. C'est alors seulement que la grève de la faim est rapportée par les médias européens et entraîne des déclarations et actions de solidarité. Alors que les journalistes étrangers sont empêchés de rendre visite à Ben Brik, les médias tunisiens n'ont toujours pas rapporté l'événement. Toutefois, la couverture télévisée par les chaînes étrangères et les sites web exprimant leur solidarité, accessibles malgré la censure sur Internet, conduisent à sa perception en Tunisie. À l'occasion de la journée mondiale de la liberté de la presse, le président Ben Ali se voit contraint de parler de l'« affaire Ben Brik » tout en la minimisant.
Le gouvernement finit par céder et lève l'interdiction de voyager qui touche Ben Brik le 2 mai. Si son passeport lui est restitué, il continue pourtant sa grève de la faim pour obtenir la libération de son frère désormais arrêté. Le 4, il se rend en France, pour y poursuivre sa grève de la faim, et se voit admis dans un hôpital parisien. Le 15 mai, il met fin à sa grève après que son frère ait été libéré.
Quelques mois plus tard, il revient en Tunisie. Sa grève de la faim est suivie dans les années suivantes par d'autres actions de ce genre en Tunisie, notamment de la part de journalistes. Après son retour, Ben Brik continue de travailler comme pigiste pour des médias européens et publie plusieurs livres, dans un contexte de forte répression. Après des publications critiques, il est placé en résidence surveillée.

## Condamnation
Le 29 octobre 2009 au soir, il est arrêté par la police tunisienne à la suite d'une plainte déposée par une femme se disant avoir été victime d'agression, d'atteintes aux bonnes mœurs et de dégradation de biens lors d'un incident survenu le 22 octobre. Le journaliste passe devant le juge sans ses avocats puis est placé en détention à la prison de Mornaguia, à une trentaine de kilomètres de Tunis ; il risque cinq ans de prison au terme de son procès, prévu le 19 novembre, devant le Tribunal correctionnel de Tunis.
En réaction, Reporters sans frontières (RSF) et Les Verts français pensent qu'il a été arrêté à la suite d'une « affaire montée de toutes pièces par les autorités pour inquiéter le journaliste, connu pour ses articles critiques à l'égard du président Ben Ali »,. Son avocat Ahmed Néjib Chebbi juge qu'il s'agit d'une procédure destinée à le faire taire à la suite d'une série d'articles hostiles au pouvoir parus dans la presse française durant la campagne pour l'élection présidentielle. Par ailleurs, le ministère français des Affaires étrangères confirme que plusieurs capitales européennes se concertent à la suite de cet emprisonnement. Mohamed Ghariani, secrétaire général du Rassemblement constitutionnel démocratique au pouvoir en Tunisie, rétorque le 31 octobre en reprochant à RSF son « manque d'objectivité et son parti pris » dans cette affaire, qualifiant de « grave l'attitude de certaines parties qui considèrent qu'il suffit d'être un activiste pour se prévaloir d'une immunité et se placer au-dessus de la loi ».
Ben Brik est finalement condamné, le 26 novembre, à six mois de prison ferme pour « faits de violence, outrage public aux bonnes mœurs et dégradation volontaire des biens d'autrui ». Son épouse, Azza Zarrad, indique alors s'inquiéter pour son état de santé et déclare ne pouvoir entrer en contact avec lui depuis le procès. Il est ensuite transféré dans une prison de Siliana où l'on apprend qu'il entame une grève de la faim pendant près de dix jours. Le 30 janvier 2010, la cour d'appel de Tunis confirme le jugement prononcé en première instance. Il est libéré le 27 avril de la même année après avoir purgé la totalité de sa peine.

## Retour au journalisme
Le 16 juillet 2010, Ben Brik publie un poème dans l'hebdomadaire Al Mawkif intitulé Nali. Ben Brik l'explique ainsi « [Nali] signifie la semelle [...] une semelle qui empeste, qui sent le bouc, vieille, trouée, qui laisse pénétrer de l'air et que même un cireur ne réussirait pas à cirer ». Il s'agit en fait d'un portrait du président Zine el-Abidine Ben Ali à qui Ben Brik estime qu'il lui « devait une revanche [...] pour l'avoir laissé en prison pendant six longs mois ». Ce numéro d'Al Mawkif aurait été censuré selon son rédacteur en chef Rachid Khéchana (soit pour ce poème soit pour un autre article, selon Khéchana, bien qu'il ne s'agit là que de « supputations ») alors que le gouvernement indique que « le dernier numéro du journal El-Maoukif a été diffusé normalement ». Afin de contrecarrer la censure, un poème rédigé depuis la prison de Mornaguia où il est incarcéré et traduit en français sous l'intitulé Le poète et le tyran paraît notamment dans Libération et Le Matin d'Algérie, mais aussi sur Mediapart par le biais de Reporters sans frontières.
En janvier 2011, le président Ben Ali fuit le pays à l'occasion de la révolution. Taoufik Ben Brik annonce alors son intention de se présenter à l'élection présidentielle prévue dans un premier temps pour la mi-2011, avant d'être repoussée dans l'attente de la rédaction d'une nouvelle Constitution. Par la suite, il critique le gouvernement transitoire et le parti islamiste Ennahdha, qui a remporté l'élection de l'assemblée constituante tenue le 23 octobre 2011. Il contribue dans le même temps au nouvel hebdomadaire satirique El Gattous. Dans la foulée de la révolution, Ben Brik lance aussi l'hebdomadaire bilingue Contre le pouvoir (Dhid Essolta) ; le poète Mohamed Sghaïer Ouled Ahmed, la blogueuse Lina Ben Mhenni et le caricaturiste -Z- contribuent dans ses colonnes. Au cours de la même année, il refuse le prix spécial international de la liberté qui lui a été attribué par la Società Libera.
En octobre 2019, il critique les juges pour avoir incarcéré un candidat à la présidentielle, laissant le champ libre à Kaïs Saïed de faire campagne présidentielle sans adversaire. Le ministère public se charge de l'affaire et le poursuit pour diffamation. Il est condamné à deux ans de prison par contumace. Rentré en Tunisie, pour rapatrier le cercueil de son frère ainé décédé en France des suites d'un cancer, il se retrouve embastillé. Ses avocats déplorent l'arrestation « arbitraire » du journaliste, qui avait déjà fait de la prison en 2010 après avoir critiqué le régime de Zine el-Abidine Ben Ali. Le Syndicat national des journalistes tunisiens (en) critique son arrestation et appelle à sa libération. Le 23 juillet 2020, il est condamné à un an de prison ferme et incarcéré dans la foulée,. Le journaliste fait alors appel et, le 4 août, sa peine est ramenée à huit mois de prison avec sursis par la cour d'appel de Tunis, à la suite de quoi il est libéré.

## Distinctions
Taoufik Ben Brik est lauréat de plusieurs prix : Grand prix de l'Association des journalistes tunisiens (AJT) pour la meilleure œuvre journalistique (1989), prix des droits de l'homme de l'AJT (1990), prix du CREDIF (1991), prix du PNUD (1992), Prix Dashiell-Hammett et Lillian-Hellman, prix Human Rights Watch et prix international El Khabar Omar-Ourtilène (2000).
En 2012, il est nommé pour le prix Nobel de littérature. En 2018, il reçoit la plus grande distinction de l'Union générale tunisienne du travail.

## Publications
- Et maintenant, tu vas m'entendre (trad. de l'arabe), Paris, Éditions Exils, 2000, 116 p. (ISBN 2-912969-20-4).
- Le rire de la baleine, Paris, Le Seuil, 2000, 188 p. (ISBN 978-2-02-047533-4).
- Une si douce dictature : chroniques tunisiennes 1991-2000, Paris, La Découverte, 2001, 108 p. (ISBN 978-2-7071-3324-3).
- Chronique du mouchard, Paris, La Découverte, 2001, 132 p. (ISBN 978-2-7071-3586-5).
- (ar) بن بريك في القصر [« Ben Brik au palais »], Tunis, Dar El Kaws,‎ 2001.
- Ben Brik président : suivi de Ben Avi la momie, Paris, Éditions Exils, 2003, 142 p. (ISBN 2-912969-40-9).
- The Plagieur, Paris, Éditions Exils, 2004, 118 p. (ISBN 2-912969-51-4).
- Je ne partirai pas, Alger, Chihab Éditions, 2007, 162 p. (ISBN 978-9961-63-709-8, lire en ligne).
- Tunisie, la charge... : position-s, Tunis, RMR, 2011, 228 p. (ISBN 978-9973-086-11-2)[30].
- (ar) كلب بن كلب [« Chien fils de chien »], Tunis, Apollonia,‎ 2013, 228 p. (ISBN 978-9973-827-74-6)[31].
- (ar) كوازاكي [« Kawazaki »], Tunis, Sud Éditions,‎ 2014, 160 p. (ISBN 978-9938-01-077-0)[32].
- (ar) الإخوة هملت [« Les Frères Hamlet »], Tunis, Sud Éditions,‎ 2016, 176 p. (ISBN 978-9938-01-104-3)[33].
- New York, banlieue de Tunis, Tunis, Sud Éditions, 2016, 100 p. (ISBN 978-9938-01-091-6)[34].
- Le Bandit (préf. Edward Saïd), Tunis, Sud Éditions, 2017, 136 p. (ISBN 978-9938-01-114-2)[35].
- (ar) وهران [« Wahran »], Tunis, Sud Éditions,‎ 2020, 168 p. (ISBN 978-9938-01-143-2)[36].